# Àngel Llàcer i Escorihuela
Àngel Llàcer i Escorihuela (Alcàsser, l'Horta Sud, 1944) és un cardiòleg i catedràtic universitari valencià.
Al llarg de la seua carrera ha compaginat la docència, l'assistència i la recerca.
Com a docent, ha estat professor ajudant de medicina interna durant sis anys i després catedràtic d'escola universitària. Ha impartit docència de fisiopatologia mèdica en l'Escola Universitària d'Infermeria de la Universitat de València, de la qual també va ser director durant el període constituent de la Llei de reforma universitària i en dos períodes consecutius més (en els tres períodes va ser elegit per unanimitat de la Junta de Centre). També ha estat professor de cardiologia en la Facultat de Medicina de la Universitat de València.
Com a assistent, ha estat metge resident de medicina interna (cardiologia) i cap del servei de Cardiologia de l'Hospital Clínic Universitari de València.
Les principals línies de la seua tasca com a investigador han estat: «la valoració funcional hemodinàmica, l'electrofisiologia experimental i clínica, la cardiopatia isquèmica clínica i els factors de risc cardiovascular». Els resultats obtinguts han quedat reflectits en més de dos-cents articles originals publicats en revistes científiques especialitzades nacionals i internacionals. També ha presentat més de tres-cents cinquanta resums de comunicacions a congressos nacionals i internacionals.
Ha estat membre fundador de la Societat Valenciana de Ciències de la Salut Joan Baptista Peset i de la Societat Valenciana de Cardiologia, de la qual va ser president. Ha estat membre dels comités organitzadors de cinc Congressos de Metges i Biòlegs de Llengua Catalana i ha estat representant de la Universitat de València en el Patronat de la Fundació Alsina i Bofill.